# أليسون نيكولاس
أليسون نيكولاس (بالإنجليزية: Alison Nicholas)‏ هي لاعبة غولف بريطانية، ولدت في 6 مارس 1962 في جبل طارق في المملكة المتحدة.

## وصلات خارجية
- أليسون نيكولاس على موقع رابطة أوروبا للاعبات الغولف المحترفات (الإنجليزية)

- الموقع الرسمي